# KASUMI
En criptografía, KASUMI, también llamado A5/3, es una unidad de cifrado por bloques utilizada en algoritmos de confidencialidad (f8) e integridad (f9) para Telefonía móvil 3GPP. KASUMI fue diseñado por el grupo SAGE (Security Algorithms Group of Experts en inglés), que forma parte del organismo de estándares europeos ETSI. En lugar de inventar un cifrado desce cero, SAGE seleccionó un algoritmo existente llamado MISTY1. Para su implementación en hardware, se le realizaron algunas optimizaciones. De allí que MISTY1 y KASUMI sean muy similares, de manera que los análisis disponibles sobre uno se adaptan fácilmente al otro (kasumi en japonés es neblina, "misty" en inglés).
KASUMI tiene un tamaño de bloque de 64 bits y un tamaño de clave de 128 bits. Es una unidad de cifrado por bloque de tipo Cifrado Feistel con ocho vueltas y, al igual que MISTY1 y MISTY2, tiene una estructura recursiva, con subcomponentes de tipo similar a Feistel.
En 2001, Kühn presentó un ataque diferencial imposible en seis vueltas de KASUMI.
Véase también: A5/1 y A5/2